# Richard Say
Richard Say (Canadá, 18 de mayo de 1979) es un nadador canadiense retirado especializado en pruebas de estilo libre media y corta distancia, donde consiguió ser subcampeón mundial en 2005 en los 4 x 100 metros estilo libre.

## Carrera deportiva
En el Campeonato Mundial de Natación de 2005 celebrado en Montreal ganó la plata en los relevos de 4 x 100 metros estilo libre, tras Estados Unidos y por delante de Australia (bronce); dos años después, en el Campeonato Mundial de Natación de 2007 celebrado en Melbourne ganó la medalla de bronce en los relevos de 4x200 metros estilo libre, con un tiempo de 7:10.70 segundos, tras Estados Unidos que batió el récord del mundo con 7:03.24 segundos, y Australia (plata con 7:10.05 segundos).